# Memoria non volatile
La memoria non volatile è una tipologia di memoria informatica che mantiene le informazioni anche quando non viene alimentata. Esempio di memorie non volatili sono le read only memory, le memoria flash, la maggior parte di memorie magnetiche e i primi metodi di memorizzazione informatica come le schede perforate e i nastri perforati.
Le memorie non volatili sono utilizzate comunemente come memorie secondarie per memorizzare dati intermedi o per memorizzare dati da archiviare. La più comune memoria utilizzata come memoria primaria è la memoria RAM (che è una memoria volatile) che tendenzialmente è più veloce delle memorie secondarie, ma ha lo svantaggio di perdere i dati quando viene privata dell'alimentazione.
Diverse società stanno cercando di sviluppare memorie non volatili con caratteristiche di velocità, consumo e costo comparabili con quelle delle memorie RAM. L'utilizzo di memorie non volatili come memoria primaria potrebbe permettere di evitare le lente fasi di avvio dei computer, riducendo i tempi morti e riducendo i consumi energetici. Le memorie di archiviazione dati possono essere divise in memorie elettriche e memorie meccaniche: le memorie elettroniche sono relativamente veloci, ma sono costose mentre le memorie meccaniche sono tendenzialmente più lente ma sono mediamente più economiche.

## Memorie elettriche
Le memorie elettriche non volatili basano la loro capacità di memorizzazione sull'immagazzinamento di una certa quantità di carica.

## ROM programmabili tramite maschera
Questo genere di ROM sono formate da una serie di collegamenti a massa o all'alimentazione. Queste memorie sono progettate tramite delle maschere che definiscono i collegamenti e vengono prodotte in grandi volumi direttamente in fabbrica. Vengono usualmente utilizzate per memorizzare il codice del programma di avvio dei dispositivi elettronici, per memorizzare porzioni di codice che non vanno modificati nel tempo e che saranno inserite in prodotti creati in serie.

## ROM programmabile
Un diverso approccio prevede la creazione di un integrato programmabile, la ROM contiene all'interno di ogni cella di memoria un microfusibile che può essere distrutto elettricamente al fine di portare lo stato della cella a zero o a uno (dipende da come è costruita la memoria). Una volta "bruciato" il fusibile questo non può più essere ricostruito. Le prime PLD utilizzavano un approccio simile per memorizzare le connessioni tra le porte logiche. Nei nuovi progetti, si tende a utilizzare delle memorie programmabili al posto dei microfusibili.

### Erasable PROM
Vi sono due grandi categorie di memorie non volatili basati su tecnologia EPROM.

### UV-erase EPROM
Le prime memorie EPROM erano facilmente distinguibili dagli altri componenti per la presenza di un vetro al quarzo al centro dell'integrato. Queste memorie hanno un transistor posizionato in ogni cella, il transistor ha un gate flottante, cioè il gate non risulta essere collegato elettricamente con nessun componente. Tramite l'utilizzo del breakdown a valanga si può spingere un certo numero di elettroni a entrare nel gate flottante, quando il gate flottante risulta aver immagazzinato un certo numero di elettroni la cella risulta essere programmata a zero. La rimozione della carica viene ottenuta tramite l'esposizione della memoria alla radiazione ultravioletta, che favorisce lo svuotamento del gate flottante permettendo alle celle di memorie di tornare allo stato logico uno.

### Electrically erasable PROM
Le Electrically erasable PROM sono delle memorie programmabili tramite segnali elettrici che hanno il vantaggio di poter essere cancellate sempre tramite segnali elettrici, questo evita di dover rimuovere l'integrato del circuito per cancellarlo. Il processo di lettura e scrittura di una locazione appare quasi istantaneo all'utente sebbene la scrittura sia più lenta della lettura, la lettura viene invece eseguita a piena velocità dal sistema.
Le locazioni possono essere scritte un numero limitato di volte, tra le 10 000 e le 100 000, a seconda della tecnologia. Le memorie EEPROM tendono ad avere capacità inferiori a quelle delle altre memorie non volatili ma risultano utili per memorizzare impostazioni e configurazioni di dispositivi come modem, ricevitori satellitari, ecc.

### Memoria flash
Le memorie flash sono sotto molti punti di vista simili alle memorie EEPROM, la differenza principale è che lavorano a pagine e quindi possono cancellare i dati solo a blocchi di pagine. La capacità è nettamente maggiore e vengono utilizzate come supporto di memorizzazione per fotocamere, macchine fotografiche digitali e BIOS per computer.

## Battery-backed static RAM
Queste memorie sono delle comuni memorie RAM alle quali è stato aggiunto una batteria al fine di permettere di preservare i dati quando viene a mancare l'alimentazione. Usualmente queste memorie vengono prodotte con tecnologia CMOS al fine di minimizzare il consumo energetico. Le batterie utilizzate sono normalmente al litio al fine di fornire alimentazione per alcuni anni a piccole memorie. Memorie SDRAM da alcuni gigabyte, se collegate a batterie al litio, possono mantenere le informazioni per anni. Le impostazioni dei computer spesso sono memorizzate con memorie di questo tipo, queste memorie mantengono anche lo stato dell'orologio quando il computer non è alimentato.
Questa tipologia di memoria viene utilizzata anche per memorizzare i salvataggi nelle console Nintendo 64 e Game Boy.

## Memorie magnetiche
Il principio di funzionamento è basato sul magnetismo della materia.
In particolare l'informazione da memorizzare è immagazzinata sotto forma di stati magnetizzati della materia (verso di magnetizzazione), realizzando così una codifica che mappa dal dominio logico-intelligibile astratto dell'informazione a stati fisici osservabili della materia (codice binario). La lettura dei dati avviene in maniera duale opposta a partire dagli stati magnetizzati e invertendo la codifica.

### Dischi magnetici
Un disco rigido o disco fisso – nonché denominati con le locuzioni inglesi hard disk drive (abbreviato comunemente in hard disk e con le sigle HDD, HD), o raramente fixed disk drive - in elettronica e informatica indica un dispositivo di memoria di massa di tipo magnetico che utilizza uno o più dischi magnetizzati per l'archiviazione di dati e applicazioni (file, programmi e sistemi operativi).
Il floppy disk (chiamato anche disco, dischetto o floppy) è un supporto di memoria digitale di tipo magnetico inventato dalla IBM. Essendo stato per decenni il dispositivo di memorizzazione esterna più usato, l'immagine del floppy disk venne impiegata nell'interfaccia grafica di programmi e siti web per simboleggiare il comando per il salvataggio dei dati e questa funzione rimase anche quando il loro impiego come supporto fisico divenne obsoleto.

### Nastro magnetico
Il nastro magnetico è un supporto di memorizzazione a memoria magnetica che consiste in una sottile striscia in materiale plastico, rivestita di un materiale trattato con polarizzazione magnetica.

### Memoria a nucleo magnetico
La memoria a nucleo magnetico o memoria a nuclei di ferrite è una tipologia di memoria informatica non volatile. Questa utilizza piccoli anelli magnetici di ceramica per memorizzare le informazioni digitali, i dati sono memorizzati tramite la variazione della polarità del campo magnetico degli anelli. Queste memorie furono utilizzate nei primi computer prima della diffusione delle memorie a semiconduttori.

## Sistemi in via di sviluppo
- Resistive Random Access Memory
- Magnetoresistive Random Access Memory
- Ferroelectric RAM
- Storage